# シャロン・ケーン
シャロン・ケーン Sharon Kane（本名シャロン・ルイーズ・カイン Sharon Louise Cain、オハイオ州出身、1956年2月24日 - ）は、アメリカ合衆国のボンデージ・モデル、ポルノ女優。彼女は支配側（サド）・服従側（マゾ）双方の役割で多くのポルノ雑誌とポルノ映画に出演した。

## 来歴
シャロンはオハイオ州で育った。ハイスクールに通い、15年間クラシック・ヴァイオリンを習った。卒業後、彼女はサンフランシスコ (カリフォルニア州) に転居し、70年代中頃にスクリーニング・ルームというクラブでエキゾチック・ダンサーとして働き始めた。
シャロンは1978年にポルノ映画界に入った。そして1980年の映画『肉輪/ダブルＸポーズ (Exposed)』により大きく人気が高まった。彼女はポルノ映画出演数859本以上という世界記録を持っている（これについてはポルノ女優シャロン・ミッチェルは2,000本以上に出演しているという異議がある）。
主流ポルノでの出演が減少したため、彼女は何本かの男性対男性のバイセクシャルポルノ映画に主演した、これらはしばしば、2人のバイセクシャルの男性や性転換者とシャロンとのシーンを含んでいる。彼女は形成手術を受けた。
（2008年）現在、シャロン・ケーンは映画監督、製作管理、アートディレクター、作曲家として働いている。彼女は1996年のチチ・ラルー (Chi Chi La Rue) の映画『Hill Have Bi's』と『Idol In The Sky』の音楽を作曲した。シャロンは書籍「Coming Attractions: The Making of an X-Rated Video」(ISBN 978-0300066616) で大きく取り上げられた映画『Stairway to Paradise』(1990年) を監督・製作し、曲を書き、主演した。（監督デビュー作）
シャロンはNaughty Americaのゲイサイト「Suite 703」の制作責任者である。
シャロン・ケーンとマイケル・ブルースは1981年に恋人となり、これは1985年の彼の死まで続いた。1996年から彼女はジェリー・アナコンダの配偶者となっている。

## 受賞

### 女優として
- 1984年 XRCO 最優秀助演女優 『Throat - 12 years after』[1]
- 1989年 XRCO 最優秀主演女優 『アネット・ヘブン/白いドレスの女の奥 (Bodies in Heat – The Sequel)』[1]
- 1990年 AVN 最優秀主演女優（ビデオ） 『アネット・ヘブン/白いドレスの女の奥』[2]
- 1990年 AVN Best Couples Sex Scene（映画） 『Firestorm 3』[2]
- 1994年 GayVN Best Non-Sexual Performance (Gay or Bi) 『Conflict of Interest』[3]
- 1997年 Grabby Awards Best Non‑Sexual Role 『My Sister's Husband』[4]
- 1998年 Grabby Awards Best Non‑Sexual Roles 『Family Values』『Hardcore』[5]
- 2000年 GayVN Best Non-Sexual Performance (Gay or Bi) 『Echoes』[3]
- 2001年 GayVN Best Non-Sexual Performance (Gay or Bi) 『Cracked』[3]
- 2001年 Grabby Awards Best Non‑Sex Performance 『Echoes』[6]
- 2002年 Grabby Awards Best Non‑Sex Performance 『Porn Fiction』[7]
- AVN殿堂[8]
- Legends of Erotica[9]
- XRCO殿堂[10]

### 作曲家として
- 1996年 GayVN Best Music 『Idol in the Sky』[3]
- 2000年 GayVN Best Music 『Echoes』[3]
- 2001年 GayVN Best Music 『The Back Row』[3]

## 登場した雑誌の一部
- 1990年 : Slave Training #1 (HOM)
- 1991年 : Custom Bondages of Simone Devon #15 (Harmony)
- 1991年 : Simone Devon's Favorite Bondage Models #16 (Harmony)
- 1991年 : Simone Devon's Favorite Love Bondages #2, #3 (Harmony)
- 1991年 : Simone Devon's Tight Love Bondage #3 (Harmony)
- 1992年 : Simone Devon's Favorite Love Bondages #4
- 1992年 : Simone Devon's Tight Love Bondage #4, #5, #7
- 1993年 : Punishment of Ashley Renee 1/01 (HOM)
- 1993年 : Simone Devon's Tight Love Bondage #8
- 1994年 : Simone Devon's Favorite Love Bondages #7
- 1994年 : Simone Devon's Tight Love Bondage #9
- 1994年 : The Secret Dungeon  (HOM)
- 1995年 : Company Business  (HOM)
- 1995年 : Cult of the Whip #1 (LDL)
- 1995年 : Hogtied (bondage magazine)|Hogtied 6/07 (HOM)
- 1995年 : Man in Chains  (HOM)
- 1995年 : Runaway Slaves  (HOM)
- 1996年 : Bondage in the Buff 3/02 (HOM)
- 1996年 : Knotty 7/02 (HOM)
- 1996年 : Picture Me Bound  (LDL)
- 1996年 : Punished 4/06 (HOM)
- 1996年 : Tight Ropes 3/05 (HOM)
- 1997年 : Bondage Life #66 (Harmony)
- 1997年 : Buxom Bondagettes #19 (Harmony)
- 1997年 : Dominion Street #1, #1 (LDL)
- 1997年 : Fetishette #9 (Harmony)
- 1997年 : Love Bondage Gallery #37 (Harmony)
- 1997年 : Punished 4/07
- 1997年 : The Slave Traders (LDL)
- 1998年 : Love Bondage Gallery #39
- 1998年 : Rocked Into Submission  (LDL)
- 1999年 : Bondage Life #77
- 1999年 : Love Bondage Gallery #40
- 2000年 : Bondage Life #78
- 2000年 : Fetishette #14